# Titularbistum Druas
Druas (italienisch: Drua) ist ein Titularbistum der römisch-katholischen Kirche.
Es geht zurück auf einen antiken Bischofssitz in der gleichnamigen Stadt, die sich in der römischen Provinz Byzacena bzw. Africa proconsularis in der Sahelregion von Tunesien befand.
| Titularbischöfe von Druas |                            |                                               |                   |                   |
| Nr.                       | Name                       | Amt                                           | von               | bis               |
| 1                         | Guillaume Marie van Zuylen | Koadjutorbischof von Lüttich (Belgien)        | 9. Juli 1951      | 7. Dezember 1961  |
| 2                         | Jozef-Maria Heusschen      | Weihbischof in Lüttich (Belgien)              | 25. Juli 1962     | 13. Juni 1967     |
| 3                         | Manuel Pío López Estrada   | emeritierter Erzbischof von Jalapa (Mexiko)   | 18. April 1968    | 1970              |
| 4                         | Karl Ebert                 | Weihbischof in Erfurt-Meiningen (Deutschland) | 20. Juli 1973     | 12. November 1974 |
| 5                         | Paul-Werner Scheele        | Weihbischof in Paderborn (Deutschland)        | 20. Januar 1975   | 31. August 1979   |
| 6                         | Wolfgang Kirchgässner      | Weihbischof in Freiburg (Deutschland)         | 29. November 1979 | 26. März 2014     |
| 7                         | John Jenik                 | Weihbischof in New York (USA)                 | 14. Juni 2014     |                   |